# Johanna Catharina Went
Johanna Catharina (Hanneke) Went (Utrecht, 14 juni 1905 – Den Haag, 19 april 2000) was een Nederlandse fytopatholoog. 
Johanna Catharine Went was de dochter van Catharina Jacomina Tonckens (1877-1965) en Friedrich August Ferdinand Christian (Frits) Went (1863-1935). 
Ze groeide op in Utrecht, waar ze ook studeerde. Op 11 juni 1934 promoveerde ze als fytopatholoog bij Johanna Westerdijk op een dissertatie over de aantasting van erwten door de schimmel Fusarium.
In de periode van 1930 tot 1934 werkte ze samen met Christine Buisman op het Phytopathologisch Laboratorium 'Willie Commelin Scholten' (het "WCS") in Baarn. Daarna ging ze enige tijd naar de Verenigde Staten. Ze werkte voor prof. James Johnson van de Universiteit van Wisconsin-Madison aan het tabaksmozaïekvirus. Toen Christine Buisman in 1936 plotseling overleed volgde Went haar op in het "WCS."
Ze ging door met het kruisen van iepen, teneinde bomen te kweken, die resistent waren tegen de iepenziekte. Weliswaar was het Buisman gelukt een resistente cultivar te verkrijgen, die later Ulmus minor 'Christine Buisman' (of kortweg Ulmus 'Christine Buisman' werd genoemd), maar die was heel vatbaar voor aantasting door het gewone meniezwammetje (Nectria cinnabarina), het "invuren."
Tijdens de Tweede Wereldoorlog bleef Went, onder de leiding van Johanna Westerdijk, het veredelingsprogramma voortzetten. Uiteindelijk nam ze in 1954 afscheid van het WCS.
Ze ging daarna vooral onderzoek doen naar de vertering van bladafval in eikenbossen.